# Стилба
Стилба (Стильбо, др.-греч. Στίλβη) — персонаж древнегреческой мифологии. Дочь речного бога Пенея и нимфы Креусы. Либо океанида, дочь Океана и Тефиды.
Родила от Аполлона сыновей Лапифа и Кентавра, а также Энея. По одной из версий, родила от Гермеса Автолика.